# حملة زيرو ميكا
مبادرة زيرو ميكا هي حملة وطنية مغربية تهدف إلى منع الأكياس البلاستيكية نهائيا في المغرب و تعتبر أول حملة على المستوى العالمي لمنع الأكياس البلاستيكية نهائيا في المغرب و ذلك بعد أن صنف المغرب في المرتبة الثانية بعد الولايات المتحدة الأمريكية من حيث استخدام الأكياس البلاستيكية وتهدف هذه الحملة أيضا للترويج الدولي من أجل الإستغناء عن الأكياس البلاستيكية.
وهي حملة من تنظيم الائتلاف المغربي عبر الوسائل الإعلامية الوطنية، والمنابر الإعلامية، والمنابر الإعلامية لدى النسيج الجمعوي، من أجل تحقيق العدالة المناخية حيث، تبرز هذه المبادرة الأثر السلبي للأكياس البلاستيكية على الصحة والبيئة وتعبئة كافة المواطنين للمشاركة في عملية واسعة النطاق لجمع الأكياس البلاستيكية، ابتداء من 24 يونيو بمجموعة من المدن المغربية.

## منع الأكياس البلاستيكية في المغرب
هذه المبادرة تأتي مع إقرار الدولة المغربية (قانون 77 – 15) ويقضي هذا القانون الذي دخل حيز التنفيذ ابتداء من فاتح يوليو 2016، بمنع إنتاج وبيع و تصدير الأكياس البلاستيكية. اعتبارا للتأثيرات السلبية الخطيرة للأكياس البلاستيكية الخفيفة على المنظومات البيئية و التنوع البيولوجي بمكوناته النباتية والحيوانية والموارد الطبيعية و الثروة السمكية وكذلك على صحة المواطنين والمواطنات، لذلك تمت دعوة جميع أطراف المجتمع المدني للتعبئة والانخراط محليا من أجل بيئة سليمة والمشاركة في عملية جمع الأكياس البلاستكية ومنع استخدامه ومواكبة لهذه الدينامية،

## أهداف الحملة
تهدف هذه الحملة إلى تحسيس المواطنات والمواطنين وتعبئتهم من أجل التعرف على مخاطر الأكياس البلاستيكية الخفيفة وتبني سلوكات إيجابية للمحافظة على البيئة وعلى صحة الساكنة والثروات الحيوانية والسمكية على حد سواء و طلب الدولة بتحمل مسؤولياتها الكاملة في تفعيل القانون، وفقا لما التزمت به، مع إعادة تأهيل الشركات المعنية بنفاذ هذا القانون ودعمها لعدم ضياع استثماراتها من جهة، وضمان الشغل للعاملين والعاملات في هذا القطاع من جهة أخرى وستنطلق هذه الحملة بوصلات إشهارية في وسائل الإعلام السمعية والبصرية، العمومية والخاصة وعلى شبكات التواصل الاجتماعي ابتداء من 10 يونيو 2016 و ستتوج بحملة للنظافة تشمل النقط السوداء في بعض المدن المغربية. وتجدر الإشارة إلى أن الوصلات الإعلامية ستنجز بدعم من قطب الإعلام في لجنة الإشراف على القمة 22 للمناخ